# Telecinesia
A psicocinese ("movimento mental"), telecinesia ("movimento à  distância") ou psi-kappa descreve o suposto fenômeno ou capacidade de uma pessoa movimentar, manipular, abalar ou exercer força sobre um sistema físico sem interação física, apenas usando a mente. O termo psicocinese foi  criado em  1914 pelo autor estadunidense Henry Holt e popularizado pelo parapsicólogo estadunidense J.B. Rhine nos anos 30.  Já o termo telecinesia foi criado em 1890 pelo parapsicólogo russo Alexandre Aksakof.
Historicamente, tem-se questionado e criticado a telecinesia pelo fato de não ser empiricamente demonstrável, apontando-se como principais falhas a falta de controle e de repetibilidade dos experimentos, dois pilares do método científico. Por consenso na comunidade científica, a telecinesia é tida como uma pseudociência, apesar de ser defendida como autêntica por estudiosos da parapsicologia, ela própria considerada uma pseudociência.

## Evidências

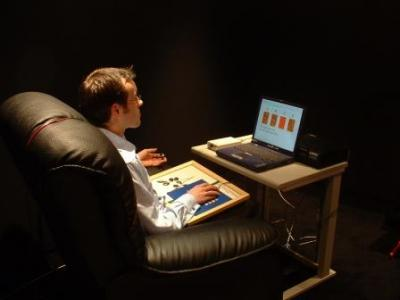
Experimento de psicocinese realizado pela Universidade de Northampton (Inglaterra).

Carl Sagan incluiu a psicocinese em uma longa lista de "produtos típicos da pseudociência e da superstição", afirmando que "seria tolice" aceitar qualquer afirmação paranormal "sem evidências adequadas". O Prémio Nobel Richard Feynman defendeu uma posição similar à de Sagan.
Apesar dos relatos de sucesso em estudos sobre o suposto fenômeno, não há suporte do método científico às alegações de psicocinese. O consenso científico é que a sua ocorrência contrariaria inúmeras das leis naturais da física (termodinâmica), química (teoria atômica) e biologia (evolução). Além disso, há inúmeros relatos de fraudes científicas e outros enganos nos chamados estudos parapsicológicos.
Um dos mais famosos casos de psicocinese supostamente real foi a dona de casa russa Nina Kulagina, que durante algumas décadas foi estudada e testada por dezenas de cientistas (incluindo dois laureados com o Prêmio Nobel), sendo que muitos dos cientistas concluíram que ela realmente possuía psicocinese   Além dessa capacidade paranormal, ela supostamente também possuiria clarividência. Segundo estudos feitos com Kulagina pelo fisiologista Genady Sergeyev, a pulsação da russa chegava a 240bpm durante a realização da psicocinese. Em 1990, ela morreu por infarto cardíaco fulminante, o que muitos acreditam ter sido causado pelas exigências físicas de suas capacidades paranormais.
Um outro caso é o da médium polonesa Stanisława Tomczyk, que alegava que o espírito "Pequena Stasia" era capaz de realizar psicocinese através dela. É notória a fotografia em que ela aparece supostamente realizando telecinesia em uma tesoura, ao lado do psicólogo Julian Ochorowicz.
Em 1991, O Nobel em Física Brian David Josephson e o físico Fotini Pallikara-Viras publicaram o artigo "Biological Utilization of Quantum Nonlocality" na revista Foundations of Physics, propondo que as explicações para a psicocinese a telepatia podem ser encontradas na física quântica.

## Psicocinese na ficção
A psicocinese é bastante ressaltada em histórias de ficção, principalmente nos quadrinhos e na televisão. O poder é um dos preferidos pelos autores, que já deram essas atribuições a muitos seres animados. Bons exemplos são:
A mutante Jean Grey de X-Men
A técnica dos Jedi (dos filmes Star Wars) para pegar seus sabres de luz quando estão distantes também é telecinética
Ravena (DC Comics) de Os Jovens Titãs
Ermac de Mortal Kombat
Michael Langdon de American Horror Story: Apocalypse
TK de Crash: Mind Over Mutant
Prue Halliwell e Chris Halliwell do seriado Charmed. Dark Squidward (Por causa da Névoa Vermelha), a irmã de Prue e tia de Chris. Paige Matthews usa a telecinesia de um modo diferente, ela mistura telecinesia, que é o poder herdado do seu lado de bruxa com orbitar, poder herdado do seu lado de anjo, criando assim a Telecinesia Orbitacional, Chris Halliwell e Wyatt Halliwell também possuem esse poder de Paige, ambos são bruxos-anjos, assim como ela.
Maria, Samira, Tatiana, Cris, Telê e Juno de Caminhos do Coração e de Os Mutantes - Caminhos do Coração (a novela da TV Record exibida entre 2007 e 2008).
O seriado As Visões da Raven que em sua primeira temporada mostra pessoas com dons paranormais, assim como Raven, que prevê o futuro.
No mangá Shinsekai Yori todos os seres humanos evoluídos possuem telecinesia.
Sylar e Peter Petrelli, da série Heroes
No filme americano Os Seis Signos da Luz e em outro filme de 1996 cujo nome é Thwomp, que conta a história de uma menina que é maltratada pelos pais e descobre seus poderes
Matt, Andrew e Steve de Poder sem Limites.
Matilda super inteligente e que descobre poderes telecinéticos
Em Watchmen, onde o personagem Dr.Manhattan desenvolveu o poder da telecinese em proporções subatômicas
Na série Sonic the Hedgehog onde o personagem Silver pode utilizar a telecinesia
Na série Stranger Things, a personagem Eleven, também conhecida por Onze é uma garota que possui poderes telecinéticos.
O seriado American Horror Story, em sua terceira temporada, mostra Madison Montgomery, uma bruxa com poderes telecinéticos
No filme Phenomenon estrelado por John Travolta, conta a história de um mecânico (John Travolta) que vê uma luz muito intensa e sente um impacto que o leva ao chão, fazendo com que ele imediatamente se torne uma pessoa extraordinariamente inteligente e com poderes de telecinese.
Samuel em "Vida de Tritão" (série no YouTube estilizada no The Sims)
No filme Lucy a personagem que dá nome ao filme ganha, dentre inúmeros outros poderes, o poder de telecinesia depois que a substancia CPH4 adentra sua corrente sanguínea e aumenta sua capacidade cerebral.
O game Life is Strange 2 traz a história de dois irmãos que perdem o pai em um acidente e são obrigados a fugir da polícia para não serem considerados culpados pelo ocorrido. Ao longo da história, descobre-se que Daniel, o irmão mais novo, possui telecinese. Isso é usado para eles sobreviverem durante sua jornada.

### Carrie, a Estranha
Um dos exemplos mais famosos de psicocinese na ficção tenha sido o da personagem vivida por Sissy Spacek no filme Carrie, a Estranha, do diretor Brian de Palma. Sissy interpreta Carrie, uma menina repudiada por seus colegas, que resolve usar seu "dom especial" ao ser brutalmente humilhada na noite do baile de formatura. Sissy foi indicada ao Oscar por essa interpretação. O filme, de 1976, foi baseado no best-seller de Stephen King, Carrie, e possuiu a continuação chamada A Maldição de Carrie, onde outra adolescente é acometida do mesmo mal que vitimou a personagem título do primeiro filme.

### Jean Grey, a Fênix
É talvez a psicocinética mais conhecida. De acordo com a história, Jean era uma menina de apenas 10 anos quando descobriu seus poderes, porém, Charles Xavier foi até ela e resolveu ajudá-la tornando a sua aluna e uma X-Men. De acordo com os quadrinhos e os desenhos, ela era descrita como uma das mais fortes telecinéticas ou a melhor (Nível Ômega). Pois sendo tão jovem, Jean já conseguia levitar objetos e a si mesma, apenas usando a força da mente. Ao perceber o perigo que pode se tornar por ser tão poderosa, Charles resolve criar uma série de barreiras psíquicas em sua mente para que boa parte dos poderes dela fossem isolados, e assim permitir que Jean tivesse a chance de controlar seus poderes. Mais tarde essas barreiras psíquicas vem a se destruir e Jean se transforma em Fênix. A personagem ganhou destaque nos cinemas após ser vivida por Famke Janssen nos três primeiros filmes dos X-Men.